# Sally Field

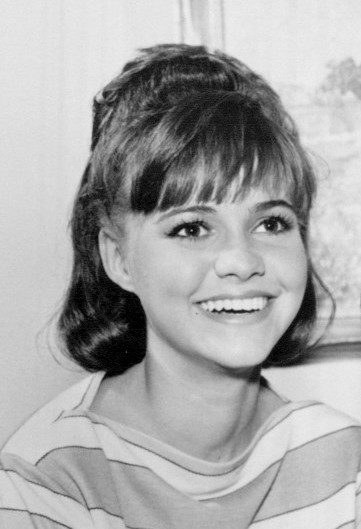
Sally Field in Gidget (1968)

Sally Margaret Field (Pasadena (Californië), 6 november 1946) is een Amerikaans actrice.

## Biografie
Field groeide op in Hollywood. Haar ouders zijn actrice Margaret Field en Richard Dryden Field, een verkoper. Haar ouders scheidden toen ze vijf jaar oud was en haar moeder hertrouwde met voormalig stuntman en westernacteur Jock Mahoney.
Field begon in 1965 in de televisieserie Gidget als een jongensverslindend surfmeisje. In 1967 deed ze auditie voor de rol van "Elaine Robinson" in The Graduate, maar die rol ging naar Katharine Ross. Wel speelde ze de hoofdrol in de sitcoms De Vliegende Non (1967-1970) en The Girl with Something Extra (1973-1974).
Doordat ze meestal in comedy's speelde, werd ze niet gezien als iemand die ook serieuze rollen aankon. In 1976 bewees Field dat ze dat kon, toen ze in de televisiefilm Sybil een personage speelde met een meervoudige-persoonlijkheidsstoornis. In 1977 kreeg ze hiervoor een Emmy Award.
In 1979 speelde ze in Norma Rae een vakbondsleider en won de Oscar voor beste actrice. Ze won in 1984 met haar rol in Places in the Heart nog een Oscar.
Ze heeft in vele films grotere en kleinere rollen gespeeld, waaronder in Mrs. Doubtfire (1993) en Forrest Gump (1994). In 1991 speelde ze een hoofdrol in Not Without My Daughter, het waargebeurde verhaal van Betty Mahmoody, die zonder de goedkeuring van haar man met haar dochter probeerde weg te komen uit het Iran van na de Islamitische Revolutie.
Op televisie had Field een terugkerende rol in ER, waarvoor ze in 2001 een Emmy won.
Field had vele jaren een relatie met Burt Reynolds, maar aanvaardde nooit zijn aanzoeken tot een huwelijk. Ze was eerst getrouwd met Steven Craig van 1968 tot 1975. In 1984 trouwde ze met Alan Greisman, maar dat huwelijk werd in 1993 ontbonden. Field heeft twee zoons uit haar eerste huwelijk (een van hen is romanschrijver Peter Craig) en een derde zoon uit haar tweede huwelijk.
In 2014 kreeg Field een ster op de Hollywood Walk of Fame.